# لرمانتوفو، ارمنستان
لرمانتوفو (به ارمنی: Լերմոնտովո) یک روستا در ارمنستان است که در استان لوری واقع شده‌است.  در  کیلومتری شمال وانادزور، مرکز استان لوری واقع شده است.

## خصوصیات
لرمانتوفو ۹۱۴ نفر جمعیت دارد و ۱٬۸۲۵ متر بالاتر از سطح دریا واقع شده‌است.  در  کیلومتری شمال وانادزور، مرکز استان لوری واقع شده است.

## نگارخانه

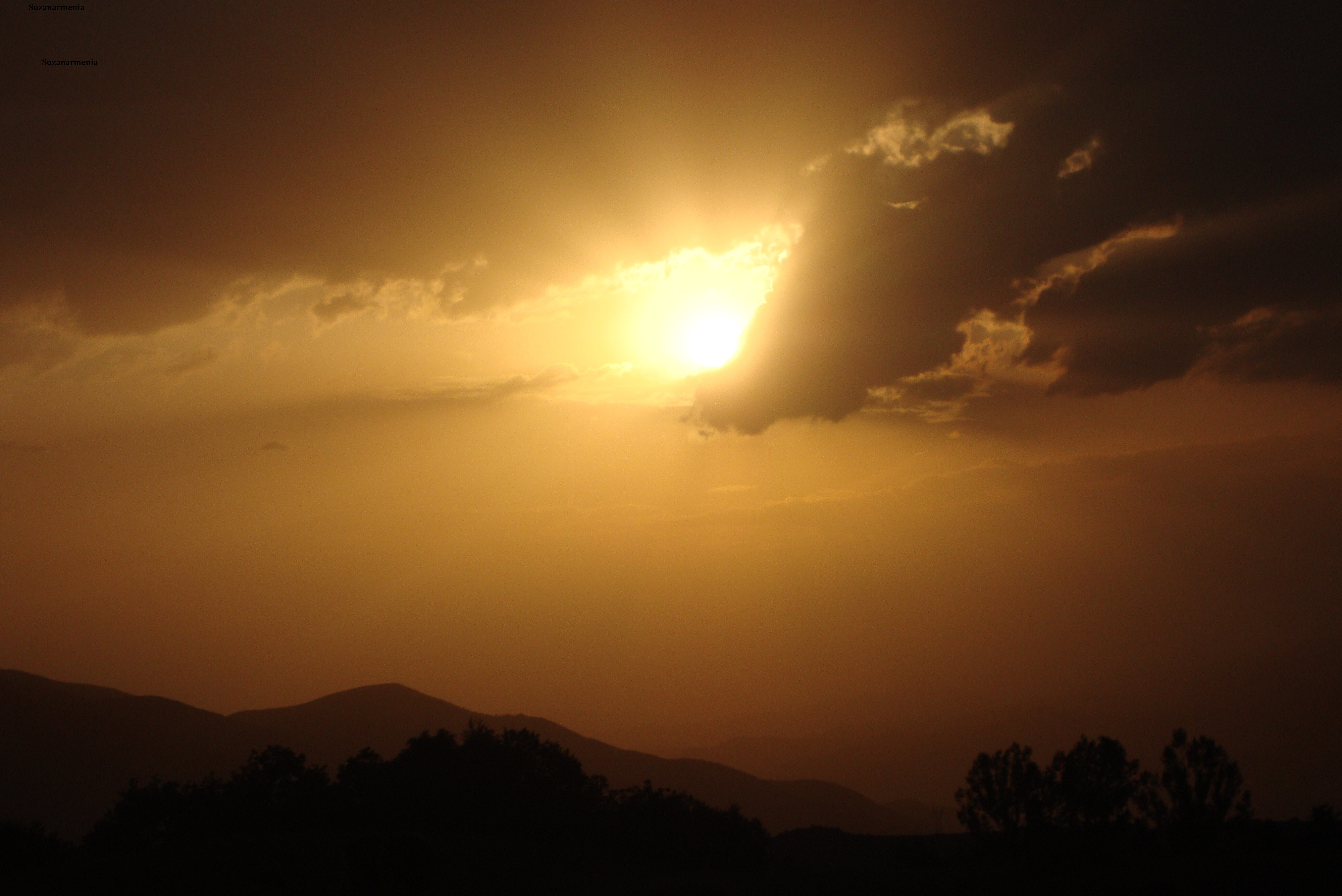
غروب آفتاب در روستای لرمانتوفو